# Den internationale hvalfangstkommission
Den Internationale Hvalfangstkommission (IWC, eng. International Whaling Commission) er en international organisation, oprettet i år 1946 af verdens største hvalfangstnationer til at styre verdens hvalfiskeri.
IWC blev etableret som en følge af Den internationale konvention om regulering af hvalfangst (ICRW) den 2. december 1946 der skulle sikre overlevelsen for verdens bestand af hvaler. IWC’s struktur blev ved grundlæggelsen baseret på at medlemsstaterne, på grundlag af deres langsigtede egeninteresser, ville blive enige om fælles principper for forvaltningen af en fælles ressource; beslutningerne skulle være baseret på videnskabelig basis. Fra 1980'erne har IWC været det vigtigste forum for beskyttelse af alle hvalarter. Ændringen i IWC's mandat byggede på udviklingen i begyndelsen af 1970'erne, og er ofte blevet sat i forbindelse med Forenede Nationers konference om menneskets miljø, som blev anholdt i Stockholm i 1972. Resultatet af denne udvikling er mest synlig i IWC's vedtagelse fra 1986, hvor der blev indført et femårigt forbud (moratorium) mod al kommerciel hvalfangst, som siden fortløbende er blevet forlænget, og den senere vedtagelse af etableringen et reservat for hvaler omkring Antarktis.
Den beskyttende rolle som IWC efterhånden har påtaget sig er dog også blevet sat under pres siden sidste halvdel af 1980'erne; da det fra flere sider er blevet hævdet at flere af vågehvalspopulationer er store nok til at man kan tillade begrænset fangst. Som en konsekvens af de skarpe skel, mellem de medlemslande som ønsker at genoptage fangsterne af visse hvalarter og de som til hidtil har nægtet nogen som helst genoptagelse, er pro-hvalfangst-nationer begyndt at sætte spørgsmålstegn ved legitimiteten til IWC's beslutninger.

## Opbygning og medlemskab
IWC blev oprettet for at fungere som en styrende enhed under den Internationale hvalfangstkonvention (ICRW), og blev baseret på frivillig enighed blandt medlemsstaterne; kommissionens formål var fra begyndelsen at sikre implementeringen af ICRW’s økonomiske og miljømæssige mål, og regelmæssigt at gennemgå og revidere ICRW’s handlingsplan, og kontrollere hvalfangsten ved at beskytte enkelte arter (herunder udpege områder som hvalreservater, sætte kvoter for fangst, fastsætte tidsperioder for fangst, hvilke områder som er åbne for fangst og hvilke metoder som er tilladt for fangst). I sit konstituerende dokument har IWC også fået til opgave at fastsætte reguleringer der ”kan sørge for bevaring, udvikling og optimal udnyttelse af hvalressourcerne” med den forudsætning at sådanne reguleringer ”er baseret på videnskabeligt grundlag”.
IWC's hovedkvarter ligger i Cambridge, England. Kommissionen har tre hovedkomiteer, Videnskabskomiteen, Teknisk komite og Økonomi/Administrationskomiteen.
De oprindelige medlemmer i IWC var udelukkende hvalfangstnationer, men deltagelse i IWC er ikke begrænset til stater som er involveret i kommerciel hvalfangst. Det betyder at siden 1970'erne er flere lande der hidtil ikke har været involveret i hvalfangst (nogen af dem har endda ingen kystlinjer, fx Schweiz og Mongoliet) blevet medlemmer af IWC. Dette har senere været afgørende for at forslaget om et totalt stop for kommerciel fangst har kunnet blive vedtaget med det nødvendige trefjerdedels flertal. Per 2008 har IWC 78 medlemslande. IWC samarbejder med flere andre internationale naturbevaringsorganisationer, fx IUCN.

## Sanktionsmuligheder
Det er betydelige konstitutionelle begrænsninger på IWC’s autoritet, både når det gælder at få medlemslandene til at ændre lovgivning og at følge IWC’s vedtagelser. Først og fremmest er IWC ikke baseret på en international traktat, og medlemslandene er derfor frie til at forlade organisationen og erklære sig ikke-bundet af dens vedtagelser når de måtte ønske det. Dernæst er IWC’s myndighed til at vedtage ”love” som fx et fangststop eller en kvote vældigt begrænset, eftersom et hvilken som helst medlemsstat kan unddrage sig omfattelsen af den slags vedtagelser, simpelthen ved at protestere mod det. For det tredje har IWC ingen myndighed eller midler til at håndhæve vedtagne kvoter, selv ikke for stater som frivilligt har godtaget dem.

## Årlige møder
IWC har traditionelt afholdt sine møder årlig, sædvanligvis i maj eller juni. Mødedeltagernes delegationer består af en repræsentant med stemmeret (kaldet kommissær) fra hver stat og en række eksperter og rådgivere. De årlige møder mellem medlemmer af IWC begyndte i 1969; de første 20 år fandt de sted i Storbritannien, men siden slutningen af 1980’erne har værtskabet gået på omgang blandt medlemmerne. Disse møder har ofte været præget af splittelse på alle vigtige spørgsmål mellem pro-fangst-nationerne og deres støtter på den ene siden, og anti-fangst-nationerne på den anden.
IWC’s forretningsorden tillader at ikke-delegater og internationale organer kan få en invitation til at deltage på møderne med observatører, hvis de har ansøgt om dette til ledelsen senest 30 dage før mødet begynder, eller hvis de har deltaget ved tidligere møder. Desuden kan Ikke-statslige organisationer som har kontorer i mere end tre lande kan også deltage ved de årlige IWC-møder.
Formålet med de årlige møder er at diskutere sager der vedrører ICWR-konventionen, og medlemslandene har da mulighed at forslå resolutioner som kommissionen kan vedtage. Den japanske delegation har ved de seneste møder fremsat forslag om at kommerciel fangst blev tilladt i Stillehavet. Det forslag har dog endnu ikke været i nærheden af at kunne samle det nødvendige flertal på 75% af stemmerne, om end støtten har været stigende gennem årerne. Hvalkød er i Japan en meget eftertragtet delikatesse.

## Politiske kontroverser
Moratoriet der forbyder den kommercielle fangst er i øjeblikket det største stridspunkt i kommissionen, og IWC er stærkt splittet mellem de lande der ønsker at forbuddet skal opretholdes og de lande der ønsker en åbning for kommerciel udnyttelse af sunde bestande. Der har i flere tilfælde været fremsat bekymringer om at konflikten mellem de nationer, der ønsker en åbning for fornyet fangst og dem der fortsat ønsker et totalt forbud, vil skade IWC på lang sigt. Oran Young har sammen med otte andre hvalforskere har på den baggrund fremkommet med det synspunkt, at ændringer i IWC’s nuværende form er uafvendelige, og at drab på hvaler til menneskeføde vil fortsætte, hvad enten hvalfangerne opererer indenfor en rekonstrueret international gavlorganisation, alternativer som fx NAMMCO eller en hybridform.
Siden indførslen af moratoriet er støtten til det i IWC faldet fra en majoritet på 75% til at andelen af tilhængere og modstandere er omtrent lige store. Pro-fangst-landene anføres af Japan, og repræsentanter fra anti-hvalfangst organisationer har hævdet at Japan har gennemført et program der inkludere stemmekøb, ved at tilbyde økonomisk hjælp til fattigere lande mod at de har meldt sig ind i IWC og derpå støttet de japanske synspunkter omkring hvalfangst. Disse alvorlige anklager bygger fx på at Japan har givet 320 millioner dollar i økonomisk støtte til Antigua og Barbuda, Dominica, Grenada, Guinea, Marokko, Panama, St. Lucia, Saint Vincent, Saint Kitts og Nevis og Salomonøerne. Efterfølgende har alle disse landene også stemt sammen med Japan i alle IWC-afstemninger siden 2001. Greenpeace fx hævder at dette viser en klar sammenhæng, selv om de caribiske nationer også at de nuværende regler er en hæmsko for deres egen fiskeindustri. De små Stillehavsnationers stemmeafgivelse varierer derimod fra gang til gang, da de udsat for massivt lobbyarbejde fra både Japan og anti-fangst-nationerne Australien og New Zealand. as well as an analysis of voting patterns compared to Japanese Fisheries Aid received.
Beskyldninger om stemmekøb rammer dog begge sider i sagen, fx kom det i 2005 frem at organisationen Environmental Investigation Agency havde overtalt Lord Ashcroft til at bruge sin indflydelse i Belize for at få dem til at støtte fangststoppet; det viste sig at Lord Ashcroft havde betalt Belizes kontingent til IWC.  Og for nylig har repræsentanter fra bl.a. Storbritannien, Frankrig, Tyskland og New Zealand luftet tanker om at koble den økonomiske støtte til flere ulande sammen med deres rolle i IWC.  Japan yder dog også økonomisk støtte til lande der støtter et fortsat moratorium i IWC. Og repræsentanter fra de nævnte lande har også udtrykt en følelse af disrespekt når de bliver beskyldt for at give efter for stemmekøb.
I Japan er der en stærk opinion, som især kommer til udtryk i konservative medier, der støtter det synspunkt at lande som ikke ønsker at drive kommerciel hvalfangst, eller er modstandere af det, ikke skal have mulighed for at deltage i IWC; da påstanden er, at de derfor ikke opfylder betingelserne for medlemskab. Det bliver også påpeget at IWC’s den gruppe lande der støtter moratoriet ledes af rige udviklede lande, der på samme måde som Japan ligeledes kan beskyldes for stemmekøb og anden uheldig indflydelse. Hvalfangstmodstanderne i IWC bliver beskyldt for at bruge bevaring som et skalkskjul for deres ideologiske modstand mod hvalfangst, noget som kan være en refleksion af beskyldningerne om at Japans forskningsfangst er et skjul for kommerciel fangst. Siden 2000 har 29 nye land tiltrådt IWC, hvoraf 18 bliver regnet som støtter af en lempelse af de nuværende regler, og de øvrige 11 som modstandere. Det antages at flere lande, heriblandt også land uden kystlinje, vil tiltræde kommissionen i de kommende år.

### Politiseret videnskab
Pro-hvalfangst-nationer har på sin side beskyldt IWC for at dens beslutninger snarere er baseret "politiske og følelsesmæssige" faktorer end på egentlige videnskabelige fakta. En væsentlig påstand er at IWC’s forbud opretholdes på trods af at det videnskabelige miljø har konkluderet at bestanden af vågehvaler godt kan bære jagt. Et yderligere argument er at IWC har fjernet sig fra sit oprindelige formål, for under et dække af fredning, at indføre et totalforbud mod al udnyttelse af hvaler. Andre nationer, som ikke selv driver hvalfangst, har udtrykt lignende bekymringer; Canada har fx trukket sig ud af IWC, efter afstemningen om at indføre fangstmoratoriet, hævdende at forbuddet var inkonsistent med at IWC netop havde indført kvoter som var udformet så fangsterne ville være sikre. Siden har flere lande udtrykt frustrationer over at hardline anti-fangst-nationer som Storbritannien og New Zealand tilsyneladende har blokeret for alle tiltag og undersøgelser om muligheden for fornyet kommerciel fangst i IWC (Revised Management Procedure (RMP)), hvilket ellers kunne føre til en åbning for fornyede fangster. Australien har som det eneste medlemsland officielt erklæret sig modstander af en ophævelse af moratoriet, og deltager derfor ikke i disse debatter.
Ray Gambell, den daværende generalsekretær for IWC, erklærede sig dog enig i dele af pro-hvalfangst-nationerne argumenter, med udtalelsen om at fangster ikke ville true bestanden af vågehvaler. I juni 1993 trådte formanden for den videnskabelige komité, Dr Philip Hammond, tilbage i protest over det, han anså som utilfredshed med komiteens anbefalinger. Samme år genoptog Norge som det eneste land i verden kommerciel hvalfangst med den begrundelse at de havde været modstandere af moratoriet, og derved kunne trække sig ud af aftalen.
En række kystland har udtrykt en hvis interesse i at beskytte deres egne fiskebestande, som kan blive truet af hvaler (dette synspunkt bliver dog kraftigt afvist af anti-hvalfangst organisationer). Japanske forhandlere har flere gange brugt dette argument for at vinde støtte fra afrikanske delegationer. Og de mener at har en fælles interesse med de afrikanske lande i at arbejde for en bæredygtig udnyttelse af naturressourcerne og undgå at fredningsarbejdet bliver misbrugt som dække for dyrerets argumenter. Fra japansk side er det blevet påpeget at IWC er blevet påvirket af en vestlig hvalvenlig opinion, som ikke er udbredt i resten af verden. En repræsentant fra de japanske fiskerimyndigheder beskrev i 2001 fx vågehvaler som "havets kakerlakker". I en senere udtalelse fra ham sagde han at, da uden militær styrke måtte Japan bruge andre redskaber som diplomati og udviklingsbistand for at vinde støtte til de japanske synspunkter omkring hvalfangst. 

## Dansk politik i IWC
Danmark har de seneste mange år været tilhængere af en bæredygtig udnyttelse af havets ressourcer der er baseret på den bedste videnskabelige rådgivning der foreligger; herunder hvaler. Med hensyn til hvalfangst fører Danmark officielt dog den politik af at hvalfangst kun er tilladt på Grønland (de primært grindehvaler der fanges på Færøerne er ikke reguleret af IWC. Danmark støttede indførslen det midlertidige fangstforbud (moratorium), for at give videnskabsfolk tid til at undersøge bestanden og tid til at udvikle nye principper for reguleringen af hvalfangst. Den danske delegation omfatter sig som værende i en midterposition, og vil derfor forsøge at arbejde for at skabe et kompromis i konflikten internt i IWC. Hvis data viser at en vis bæredygtig hvalfangst vil kunne tillades på et videnskabeligt grundlag, er det den danske delegations hensigt at stemme for en ophævelse af moratoriet.

## IWC’s historie
Fra stiftelsen og indtil slutningen af 1960'erne forsøgte IWC at opretholde en kontrolleret verdensomspændende kommerciel hvalfangst gennem et kvotesystem, med det formål at de enkelte hvalpopulationer kunne øge i størrelse. Gennem de første femogtyve år af IWC's eksistens, er organisationen alligevel blevet beskyldt for at overse de den fortsatte overudnyttelse af bestandene, og den reduktion i antallet hvaler som var resultatet. Anbefalingerne fra IWC’s videnskabskomite i denne periode blev, har miljøforkæmpere hævdet, forvrænget eller negligeret af hvalfangststaterne, og derfor blev hvalpopulationerne stadig regelmæssigt overudnyttet. Når populationer endelig blev beskyttet fra fortsat fangst skete dette gerne først etter at de allerede var kollapset.»
I 1994 blev det klart at Sovjetunionen systematisk havde underrapporteret det antal hvaler de havde toget. Som et eksempel kan det nævnes at fra 1948 til 1973 havde sovjetiske skibe fanget 48.477 pukkelhvaler, og ikke de 2.710 som var blevet indrapporteret til IWC. På baggrund af denne nye information fastslog IWC at fangstrapporterne for de sidste fyrre år skulle skrives om. I følge Ray Gambell, daværende Præsident for IWC, havde organisationen mistanker om at Sovjetunionen drev underrapportering, men tog ingen videre skridt da dette kunne indvirke på spørgsmål om national suverænitet .
1970'erne opstod den globale antihvalfangstbevægelse, det medførte bl.a. at ommissionen blev bombarderet med udtalelser på andre internationale konferenser som påpegede hvalbestandenes forfærdelige tilstand. I 1972 vedtog de Forenede Nationers konference om det menneskelige miljø i Stockholm et forslag som anbefalede et tiårigt moratorium mod kommerciel hvalfangst for at give hvalbestandene mulighed for at komme sig. Rapporter fra konventionen om international handel med truede dyrearter  i 1977 og 1981 udpegede en række hvalarter som værende i direkte ”i fare for udryddelse”. Til slut blev det fastslået i FN’s konvention om maritim lov at ”staterne skal samarbejde med hensyn til bevaring af havpattedyr, og i hvalernes tilfælde skal arbejdet gennemføres i de passende internationale organisationer for bevaring, forvaltning og forskning”, det vil i praksis sige IWC.
Et stort antal nationer som ikke selv drev hvalfangst tiltrådte derpå Hvalfangstkonventionen, og efterhånden fik tilhængerne af et fangststop mere styrke i forholdet til et stadigt svindende antal pro-fangst-nationer. Lande som USA, som tidligere var blevet anset som stærke fangstforkæmpere blev nu i stedet stærke talsmænd for anti-hvalfangst synspunkter. De nyindmeldte bevaringsfokuserede stater begyndte også at tale for større restriktioner på hvalfangst, baseret på ny forskning som påpegede den store intellektuelle kapacitet som hvaler tilsyneladende havde. Disse stater krævede, sammen med den globale miljøbevægelse, at IWC reformerede sine principper og inkorporerede nye videnskabelige data i sine foreslåede reguleringer. I 1981 var det blevet klart at protektionismen som var blevet foreslået under Stockholm-konferensen nu var blevet det dominerende synspunkt indenfor IWC.

### Moratoriet i 1986
I 1982 vedtog IWC med det påkrævede trefjerdedels flertal at indføre et totalt stop for kommerciel hvalfangst ved at det følgende afsnit blev ført ind i handlingsplanen:
Uafhængigt af resten af paragraf 10 skal kvoterne for fangst af hval fra alle bestande fra og med sæsonen 1985 for kystbestande og for 1985/86 for pelagiske bestande være nul. Baseret på de bedste videnskabelige råd, vil dette blive fulgt op, og senest i 1990 vil kommissionen tage en gennemgående evaluering, af hvilken effekt denne bestemmelse har haft på hvalbestandene, op og vurdere ændringer til denne vedtagelse og etablering af andre fangstkvoter.
Moratoriet blev vedtaget med 25 mod 7 stemmer, 5 var blanke.
Japan, Norge, Peru og Sovjetunionen (senere erstattet med Rusland) leverede en protest, eftersom vedtagelsen ikke var baseret på råd fra videnskabskomiteen. Japan og Peru trak senere sine protester tilbage. I 2002 blev Island tilladt at tiltræde konventionen på ny med en reservering mod moratoriet (Island trak sig imidlertid helt fra IWC i 1992), men denne reservation ikke anerkendt som en gyldig protest blandt anti-hvalfangst-nationerne.
Konventionen tillader dog hvalfangst med videnskabelige formål, og siden 1986 har Norge, Island og Japan haft tilladelse til fangster af denne type. Fra 1995 har japanske hvalfangere været de eneste som har drevet den slags fangst. Norge leverede en protest mod nul-kvoten i 1992, og har efterfølgende nægtet at følge dem. Samtidigt er Japans forskningsfangst ofte blevet fremstillet som et skalkeskjul for egentlig kommerciel fangst. Hvalkød er en eftertragtet delikatesse i Japan, og bortkastning af brugbar mad er en integreret del af japansk kultur, hvilket retfærdiggør salget af kød til fødevarebrug.
Efter at moratoriet blev gældende i 1986 fik videnskabskomiteen til opgave at overvåge hvalbestandenes status og udvikle en beregningsmetode for at kunne fastsætte mere sikre fangstkvoter. På det årlige IWC-møde i 1991 konkluderede den at der omtrent var 760.000 vågehvaler i farvandene ved Antarktis, 87.000 i Nordatlanten og 25.000 i det nordlige Stillehav. Med udgangspunkt i disse tal blev det hævdet, der årligt kunne fanges op til 2.000 vågehvaler uden fare for bestanden. IWC vedtog alligevel at opretholde totalforbuddet mod hvalfangst, efter det blev udtalt at bestandskalkulationerne endnu ikke var evaluerede fuldt ud.
I 1991 blev der efter anbefaling fra videnskabskomiteen indført en databeregningsformel, kendt som the Revised Management Procedure (RMP), som skulle bruges til at fastslå den tilladelige fangststørrelse af en række hvalarter. Til trods for at RMP indikerede at det ville være muligt at tillade en vis fangst allerede det år, blev moratoriet ikke hævet. IWC udtalte at det inden da var nødvendigt med fuld enighed om minimumsstandarderne for data, førend retningslinjerne for en kortlægning af bestandene overhovedet kunne indledes, dertil skulle der udvikles og godkendes et system til overvågning og inspektion.
IWC indførte RMP i 1994, men bestemte sig for ikke at implementere det i forvaltningen før et inspektions- og kontrolskema var blevet udviklet. Dette skemaet er sammen med RMP kendt som the Revised Management Scheme (RMS). Efterfølgende har det været totalt umuligt for medlemslandene at opnå enighed om RMS. Denne forsinkelse har skabt frustrationer i de lande der ønsker den kommercielle fangst genindført, og de har beskyldt bl.a. Storbritannien og New Zealand for ikke at føre reelle forhandlinger, men i stedet blot har saboteret RMS ved at fremkomme med urealistiske krav. De anklagede lande har svaret igen på dette ved at hævde at de kun vil sikre sig, at de bedst mulige procedurer bliver fulgt, og at det er pro-fangst-nationer som ikke viser kompromisvilje. De anti-fangst-nationer som ønsker at gøre fangststoppet permanent, er også blevet mødt med spørgsmål om hvorfor de overhovedet deltager diskussionen, eftersom hele formålet med RMS er at muliggøre en reguleret kommerciel fangst. Deres svar har været, at moratoriet og RMS er to adskilte sager, og at dersom moratoriet, mod deres vilje skulle blive ophævet, ønsker de at det bedst mulige styringssystem er på plads. Forhandlingerne kan ende i den vanskelige situation at et forvaltningssystem og et fangstforbud kan komme til at eksistere side om side.

### Senere udvikling
1994:

I maj 1994 vedtog IWC oprettelse af et 30,5 millioner kvadratkilometer stort reservat for hvaler i Sydpolarhavet. Både styrkeforholdet i afstemningen (23 for, 1 mod, 6 blanke) og formuleringerne i resolutionen tydede på at majoriteten af IWC’s medlemmer langtfra var i færd med at synet på kommerciel hvalfangst.
Samme år forsøgte Australien, en af de kraftigste støtter for moratoriet i IWC, at bremse det japanske hvalundersøgelsesprogram, ved at indføre et 200 sømils økonomisk zone (EEZ) udfor det territorium i Antarktis, som Australien gør krav på. De antarktiske territorier er dog ikke anerkendte internationalt, og i Antarktistraktaten, som Australien har underskrevet, står at krav på Antarktis vil forblive uafklarede så længe denne traktat er i kraft. Det betød at Australien på længere sigt reelt kunne miste retten til sit krav, hvis man indført en en økonomisk zone.
2003:

IWC vedtog Berlininitiativet som indeholdt en hensigtserklæring om at oprette en bevaringskomité, der skulle overvåge overlevelsesmulighederne for alle havpattedyr, i stedet for kun at fokusere på de store hvaler som hidtil. Japan hævdede i den forbindelse at kommissionen med den beslutning gik ud over mandatet fra 1946, og truede med at tilbageholde dele af sit medlemskontingent, fordi de ikke støttede den nye komite.
2002:

IWC afviste at oprette flere reservater for hvaler i det sydlige Stillehav og Atlanterhav, noget som af kommentatorerne blev set som en sejr for pro-hvalfangst-nationerne.
2005:

Mødet i Ulsan, Sydkorea fra 20.-24. juni 2005 havde flere kontroversielle sager på dagsordenen; tre af dem særlig stor opmærksomhed:
- et forslag fra Japan om indføre hemmelig afstemning, noget som blev tolket som et tiltag som ville kunne fjerne mistanker om stemmekøb.
- et forslag fra Japan om at atter at tillade kommerciel hvalfangst, det ville have krævet trefjerdedels flertal for at blive vedtaget, men det faldt med 29 stemmer for, mod 23 mod.
- et forslag fra Japan om at nedlægge det ti år gamle hvalreservatet i Sydpolarhavet, det faldt med 30 stemmer mod 25.

Som et svar på disse forslag foreslog Australien en resolution som krævede at Japan stoppede udvidelsen af sin forskningsfangst. Dette forslag fik 30 stemmer, og faldt ligeledes.
2006:

16.-20. juni 2006 mødtes IWC i Saint Kitts og Nevis. Hvalfangstforkæmperne vandt her en lille sejr, da det ved simplet flertal blev vedtaget at IWC skulle vurdere muligheder og konsekvenser ved en fjernelse af forbuddet mod fangst. En reel ophævelse af moratoriet kræver dog stadig 75% af stemmerne, hvilket der stadig er langt til. Mødets fulde agenda kan ses her: http://www.iwcoffice.org/_documents/commission/IWC58docs/58-2.pdf Arkiveret 14. juni 2006 hos  Wayback Machine ( PDF )
Direkte omtale af mødet er tilgængelig her: http://www.e-kujira.or.jp/iwc/iwcmeeting.html Arkiveret 22. februar 2007 hos  Wayback Machine ( eng.)

## Eksterne link
- IWCs hjemmeside Arkiveret 8. februar 2011 hos  Wayback Machine
- Greenpeaces hjemmeside Arkiveret 3. juni 2012 hos  Wayback Machine
- Høge Nord-alliansen Arkiveret 11. februar 2008 hos  Wayback Machine
- Blog fra IWC-møtet 2006 Arkiveret 18. juni 2006 hos  Wayback Machine